# Joodse begraafplaats (Zwolle)
De Joodse begraafplaats Kuyerhuislaan is gelegen aan de Kuyerhuislaan in de buurtschap Herfte in de Nederlandse gemeente Zwolle (provincie Overijssel). De dodenakker op de Luurderschans werd in 1980 geruimd.

## Luurderschans
In 1722 kreeg de Joodse gemeenschap in Zwolle toestemming om een begraafplaats in te richten. Ze kwam te liggen op de Luurderschans waar tot in de 20e eeuw begraven werd. In verband met geldgebrek is de begraafplaats in 1980 verkocht aan de gemeente Zwolle. Deze heeft de dodenakker laten ruimen en de stoffelijke resten herbegraven op de Joodse begraafplaats aan de Kuyerhuislaan. Op de plek van de Luurderschans ligt nu het parkeerterrein van Dinoland Zwolle.

## Kuyerhuislaan
Op deze begraafplaats vond op 11 januari 1885 de eerste bijzetting plaats van Aaron Bilderbeek. Helemaal achteraan liggen de herbegraven resten en de grafstenen van Luurderschans. Op het terrein is een metaheerhuis aanwezig. Hierop is een tekst aangebracht in het Nederlands en Hebreeuws:
Ieders stof keert weder tot de aarde
en de geest tot God
die hem gegeven heeft.
De gemeente Zwolle is verantwoordelijk voor het onderhoud van het gehele terrein. De begraafplaats is afgesloten met een hek en is niet vrij toegankelijk.

## Graven van bekende Nederlanders en Zwollenaren
- Lize Hamel (1886-1913), actrice

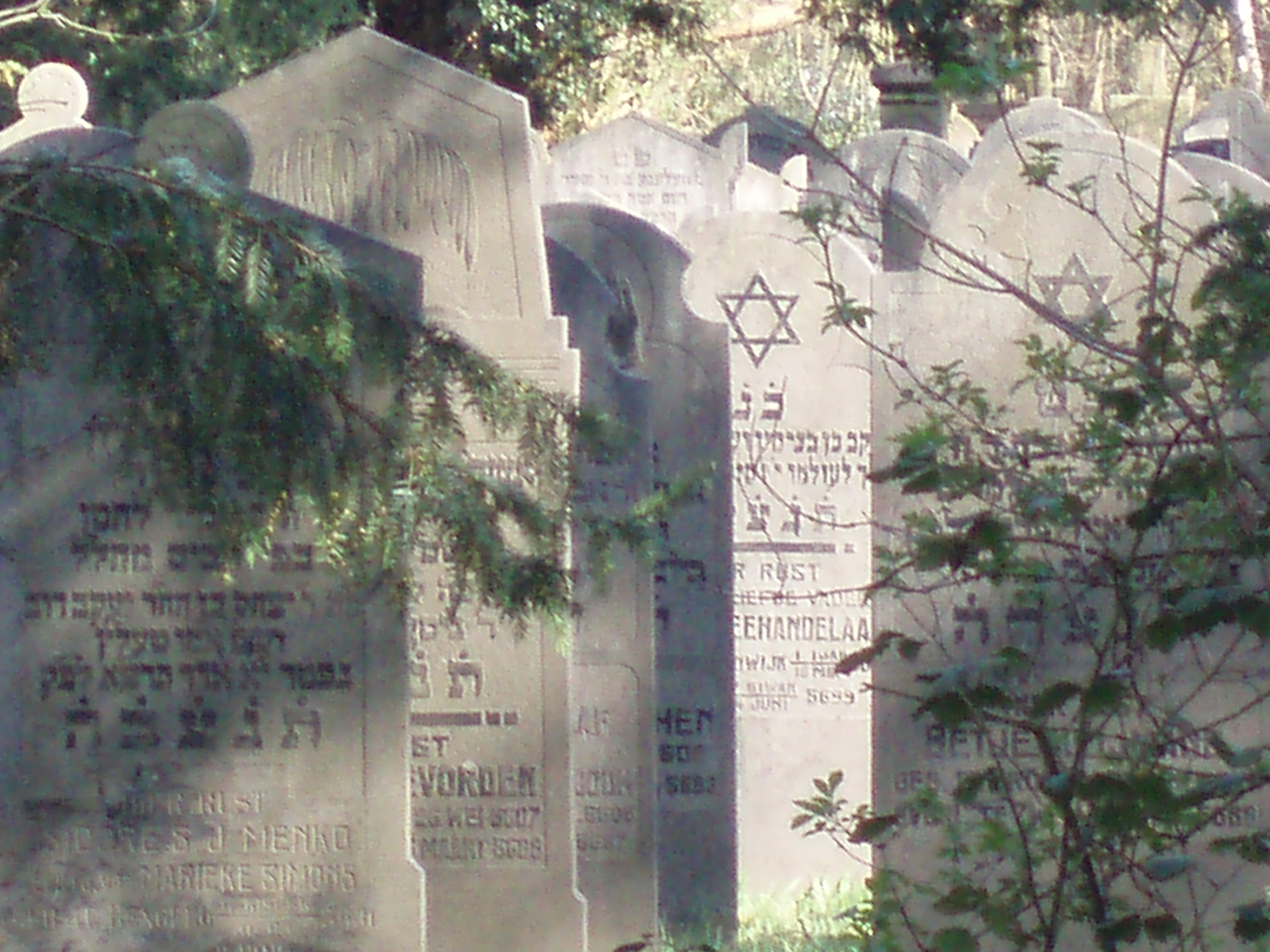
Grafstenen

- Hartog Josua Hertzveld (1781-1846), opperrabbijn
- Jacob Fränkel (1814-1882), opperrabbijn
- Samuel Juda Hirsch (1872-1941), opperrabbijn